# Келпінець
Келпінець (пол. Kiełpiniec) — село в Польщі, у гміні Стердинь Соколовського повіту Мазовецького воєводства.
Населення — 248 осіб (2011).
У 1975-1998 роках село належало до Седлецького воєводства.

## Демографія
Демографічна структура станом на 31 березня 2011 року:
|          | Загалом | Допрацездатний вік | Працездатний вік | Постпрацездатний вік |
| -------- | ------- | ------------------ | ---------------- | -------------------- |
| Чоловіки | 123     | 17                 | 78               | 28                   |
| Жінки    | 125     | 17                 | 62               | 46                   |
| Разом    | 248     | 34                 | 140              | 74                   |